# Гођевићи
Гођевићи су насељено мјесто у општини Сребреница, Република Српска, БиХ. Према попису становништва из 1991. у насељу је живјело 36 становника.

## Становништво 1991.
Према попису становништва из 1991. године, мјесто је имало 36 становника.
| Демографија | Демографија | Демографија |
| Година      | Становника  | Становника  |
| ----------- | ----------- | ----------- |
| 1948.       | 189         |             |
| 1953.       | 223         |             |
| 1961.       | 203         |             |
| 1971.       | 162         |             |
| 1981.       | 114         |             |
| 1991.       | 36          |             |
| 2013.       | 15          |             |